# Shiri Appleby

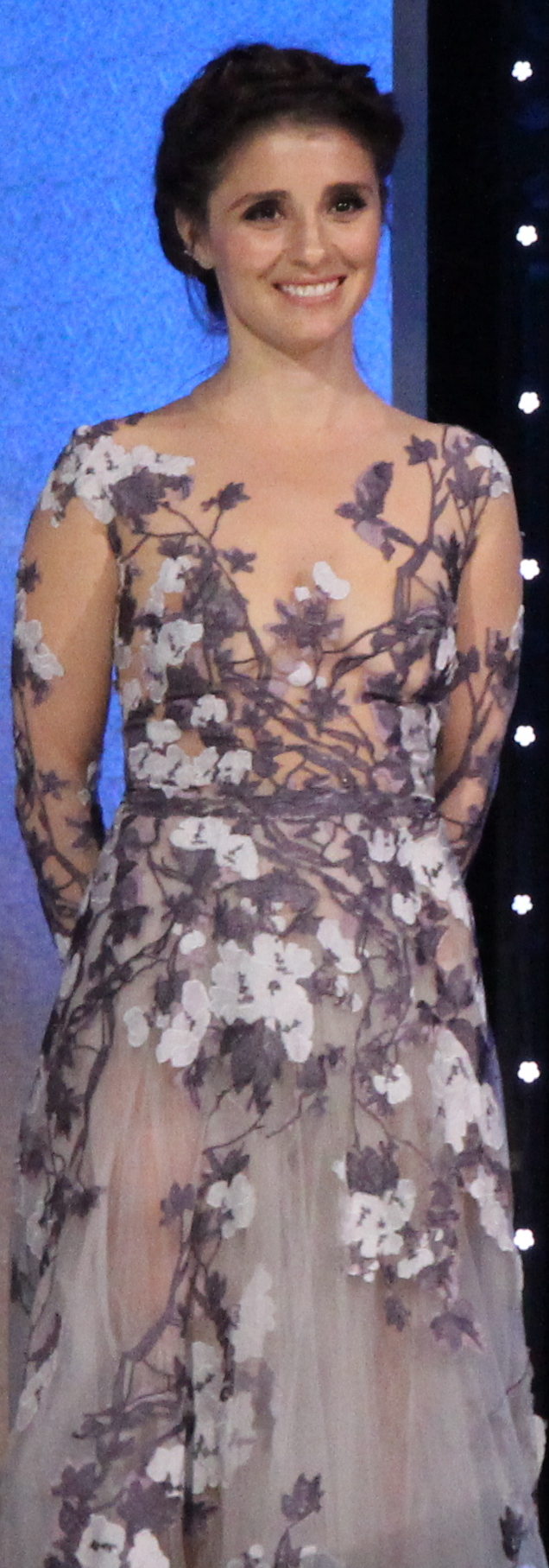
Shiri Appleby (2016)

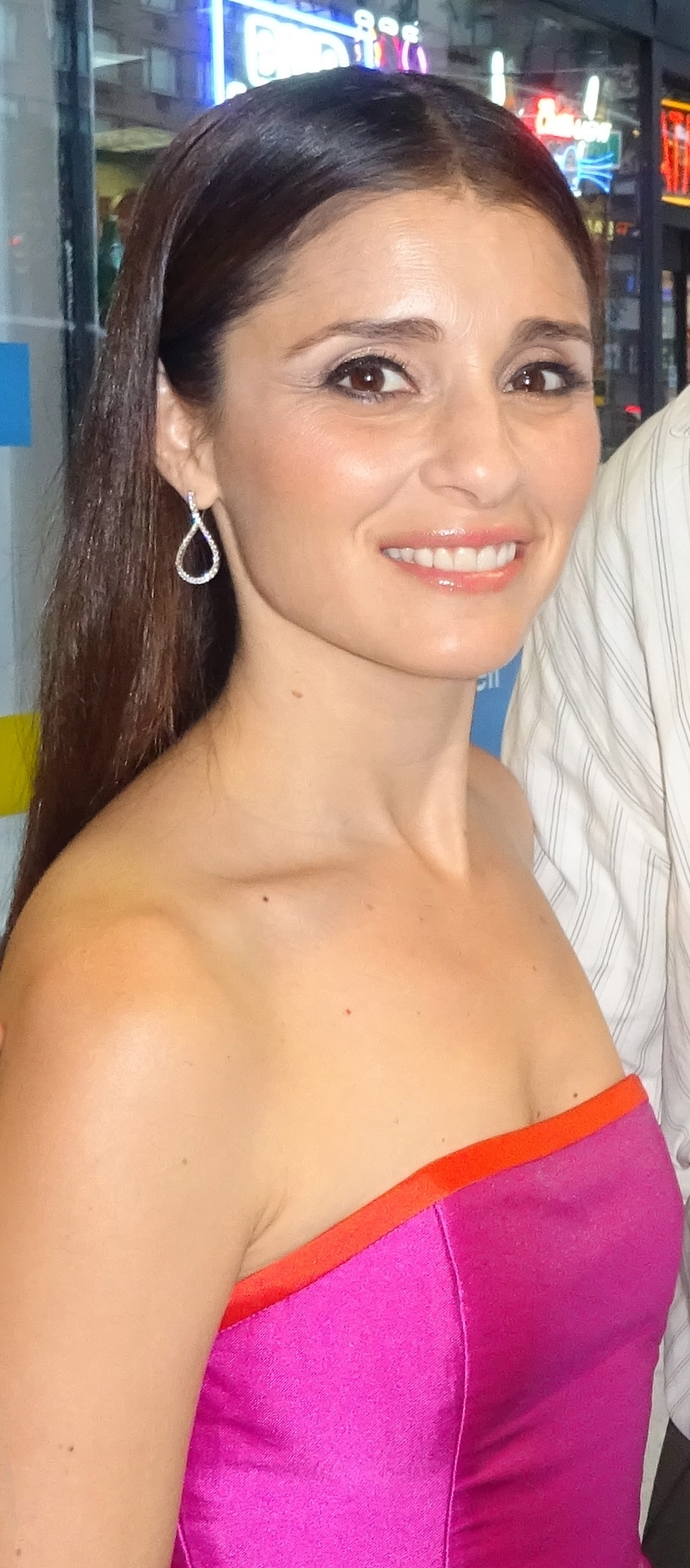
Shiri Appleby (2016)

Shiri Freda Appleby (ur. 7 grudnia 1978 w Los Angeles w Kalifornii) – amerykańska aktorka. Wystąpiła m.in. w roli Liz Parker w serialu telewizyjnym Roswell: W kręgu tajemnic.

## Życiorys
Jest córką Diany Bouader, urodzonej w Izraelu nauczycielki języka hebrajskiego, i Jerry’ego Appleby, kierownika w firmie telekomunikacyjnej. Razem z bratem Evanem dorastała w Dolinie San Fernando. W języku hebrajskim „Shiri” znaczy „moja piosenka”, albo po prostu „piosenka”. Ma bliznę powyżej brwi od ugryzienia psa, który zaatakował ją, kiedy była młoda. Aby pozbyć się strachu przed psami, poszła na pokaz weterynaryjny doktora Kevina Fitzgera, przy okazji pozbyła się strachu przed wężami, trzymając jednego w rękach. Krótko potem przygarnęła kota i nadała mu imię Abby.
Skończyła szkołę średnią w Calabasas w 1997 roku i rozpoczęła studia na Uniwersytecie Południowej Kalifornii, na kierunku literatury angielskiej, jednocześnie studiując aktorstwo. Aktywnie uczestniczy w działaniach charytatywnych.

### Kariera
Rozpoczęła karierę aktorską w wieku czterech lat, występując w reklamach Cheerios i M&M's. Zagrała epizodyczne role w wielu telewizyjnych serialach, m.in. Doogie Howser (1989), Ostry dyżur (1994), Słoneczny patrol (1989), Xena (1995), Siódme niebo (1996) i Beverly Hills, 90210 (1990). W końcu dostała role Liz Parker w serialu Roswell: W kręgu tajemnic, która uczyniła ją popularną aktorką młodego pokolenia.
Shiri wystąpiła w teledyskach Bon Jovi It's My Life, Gavina DeGraw I Don't Want to Be oraz Sense Field Save Yourself.

### Życie osobiste
Dawniej umawiała się z perkusistą Linkin Park Robem Burdonem, z którym chodziła do tego samego liceum. Przez pewien czas spotykała się też z aktorem Zachiem Braffem i była z nim na wakacjach na Hawajach we wrześniu 2007 roku. Później związała się z Jonem Shookiem, a 23 marca 2013 roku urodziła ich pierwsze dziecko, Natalie Bouader Shook.

## Filmografia

### Filmy
- 1986 − Mistery Magical Special
- 1987 − Blood Vows: The Story of a Mafia Wife (TV)
- 1987 − The Killing Time jako Annie Winslow
- 1988 − Go to the Light (TV) jako Jessica
- 1988 − Curse II: The Bite jako Grace
- 1988 − Freddy's Nightmares jako Marsha
- 1990 − I Love You to Death jako Millie
- 1992 − Perfect Family (TV) jako Steff
- 1993 − Family Prayers jako Nina
- 1999 − The Other Sister
- 1999 − The Thirteenth Floor jako Bridget Manilla
- 1999 − Deal of a Lifetime jako Laurie Petrel
- 2000 − A Time for Dancing jako Samantha 'Sam' Russell
- 2002 − Swimfan jako Amy Miller
- 2003 − The Skin Horse jako Carla
- 2003 − The Battle of Shaker Heights jako Sarah
- 2004 − Undertow jako Violet
- 2004 − Darklight jako Lilith
- 2005 − 1/4life jako Debra
- 2005 − When Do We Eat? jako Nikki
- 2005 − Everything You Want jako Abby Morrison
- 2005 − Havoc jako Amanda
- 2005 − Pizza My Heart jako Gina Prestolani
- 2006 − The Killing Floor jako Rebecca Fay
- 2006 − I-See-You.Com jako Randi Sommers
- 2006 − I'm Reed Fish
- 2006 − Thrill of the Kill jako Kelly Holden
- 2006 − Carjacking jako Cary
- 2006 − What Love Is jako Debbie
- 2007 − Charlie Wilson's War
- 2008 − Wake jako Lila
- 2008 − Kochać i umrzeć jako Hildy Young  (film TV)
- 2013 − All American Christmas Carol jako Pam
- 2015 − The Devil's Candy jako Astrid Hellman
- 2017 − Cytryna jako Ruthie

### Seriale
- 1984 − Santa Barbara jako mała dziewczynka
- 1987 − thirtysomething jako mała Hope
- 1988 − The Bronx Zoo jako Nicole
- 1989 − Who’s the Boss?
- 1989 − Knight&Day jako Amy Escobar
- 1990 − Knots Landing jako Mary Frances
- 1991 − Sunday Dinner jako Rachel
- 1993 − Doogie Howser M. D. jako Molly Harris
- 1993 − Raven jako Jess
- 1993 − Against the Grain jako Claire
- 1994 − Ostry dyżur jako Panna Murphy
- 1997 − Słoneczny patrol jako Jennie
- 1997 − Siódme niebo jako Karen
- 1997 − City Guys jako Cindy
- 1998 − Xena: Wojownicza księżniczka jako Tara
- 1999 − Beverly Hills, 90210 jako Rene
- 1999 − Batman Beyond jako Cynthia
- 1999 − Roswell jako Liz Parker
- 2000 − Szał na Amandę
- 2006 − Six Degrees jako Anya
- 2007 − To Love and Die jako Hildy
- 2008-2009 − Ostry dyżur jako dr Daria Wade (15. sezon)
- 2010 − Druga szansa jako Cate Cassidy
- 2012-2013 − Chicago Fire jako Clarice
- 2015-2018 – UnReal jako Rachel Goldberg